# Kernkraftwerk La Crosse
Das Kernkraftwerk La Crosse (englisch La Crosse Boiling Water Reactor, LACBWR) ist ein stillgelegter US-amerikanischer Siedewasserreaktor in Genoa, Vernon County. Seinen Namen erhielt es von der 27 Kilometer südlich des Reaktors gelegenen Stadt La Crosse im US-Bundesstaat Wisconsin.

## Geschichte
Der Kernkraftwerk wurde 1967 als Demonstrationskraftwerk La Crosse Boiling Water Reactor gebaut. Die Finanzierung des Projektes erfolgte anteilig durch die Atomic Energy Commission (AEC) und die Dairyland Power Cooperative (PDC). Im Jahre 1973 ging das Kraftwerk vollständig in den Besitz von Dairyland über.
Im April 1987 wurde der LACBWR, der aufgrund der geringen Größe der Anlage unwirtschaftlich geworden war, stillgelegt. Die Überführung in den sicheren Einschluss, in den USA als Safe Storage, abgekürzt SAFSTOR bezeichnet, erfolgte am 7. August 1991.
Derzeit erfolgt der teilweise Abbau der Anlage. Es ist geplant, die abgebrannten Brennelemente vor Ort zu lagern, bis ein Endlager verfügbar ist. Der etwa 310 Tonnen schwere Reaktordruckbehälter wurde im Mai 2007 abgebaut und zur Entsorgung zu Chem-Nuclear in Barnwell, South Carolina gebracht.

## Daten der Reaktorblöcke
Das Kernkraftwerk La Crosse besaß einen Kraftwerksblock:
| Reaktorblock | Reaktortyp         | Netto- leistung | Brutto- leistung | Baubeginn  | Netzsyn- chronisation | Kommer- zieller Betrieb | Abschal- tung |
| ------------ | ------------------ | --------------- | ---------------- | ---------- | --------------------- | ----------------------- | ------------- |
| La Crosse    | Siedewasserreaktor | 48 MW           | 55 MW            | 01.03.1963 | 26.04.1968            | 07.11.1969              | 30.04.1987    |